# Miasta Timoru Wschodniego
Według danych oficjalnych pochodzących z 2010 roku Timor Wschodni posiadał 15 miast o ludności przekraczającej 3 tys. mieszkańców. Stolica kraju Dili jako jedyne miasto liczyło ponad 100 tys. mieszkańców; 4 miasta z ludnością 10÷25 tys. oraz reszta miast poniżej 10 tys. mieszkańców.

## Największe miasta w Timorze Wschodnim
Największe miasta w Timorze Wschodnim według liczebności mieszkańców (stan na 11.07.2010):
| L.p. | Miasto   | Dystrykt | Liczba ludności |
| ---- | -------- | -------- | --------------- |
| 1.   | Dili     | Dili     | 192 652         |
| 2.   | Baucau   | Baucau   | 20 852          |
| 3.   | Maliana  | Bobonaro | 16 688          |
| 4.   | Lospalos | Lautém   | 12 946          |
| 5.   | Same     | Manufahi | 11 504          |

## Alfabetyczna lista miast w Timorze Wschodnim
- Aileu
- Ainaro
- Baucau
- Bazartete
- Bobonaro
- Dare
- Dili
- Ermera
- Gleno
- Iliomar
- Lautém
- Liquiçá
- Lolotoe
- Lospalos
- Maliana
- Manatuto
- Maubisse
- Metinaro
- Pante Macassar
- Same
- Suai
- Tilomar
- Viqueque